# Hespress
Hespress (in arabo هسبريس‎?) è un quotidiano online marocchino di lingua araba. Nel 2015 il sito di Hespress risultava essere il terzo più visitato in Marocco dopo Google e Facebook, sorpassando YouTube.

## Storia
Hespress venne fondato dai fratelli Hassan e Amine Guennouni nel febbraio 2007. I due rimasero inizialmente anonimi; Hassan firmava i suoi articoli con lo pseudonimo Taha Hamdouchi. Il nome fu dedicato alle Esperidi. La piattaforma ha goduto fin dall'inizio di un certo successo attraendo sempre più lettori grazie all'emergere dei social network. Uno dei contenuti che più contribuirono al successo del sito fu la pubblicazione del video dello "sniper di Targuist", che riprendeva atti di corruzione da parte di gendarmi nelle strade. Nel settembre 2008 venne arrestato Mohamed Erraji, collaboratore regolare di Hespress, per un articolo ritenuto offensivo sulla monarchia. L'episodio, ripreso da Al Jazeera, contribuì a incrementare la popolarità del sito.
Nel 2012 Hespress fu classificato al terzo posto tra i notiziari online del mondo arabo dalla rivista Forbes. Sull'onda della popolarità riscossa dalla piattaforma, i fratelli Guennouni avviarono nel dicembre 2013 Hespress Magazine, edizione cartacea settimanale, che dovette però essere interrotta dopo soli sette mesi di attività e trenta numeri pubblicati a causa della mancanza degli inserzionisti. I fratelli lanciarono poi Hesport, portale dedicato alle notizie sportive.